# 滕锦光
滕锦光，BBS，JP（1964年3月—），浙江永嘉人，中国结构工程专家，香港工程院 (前稱香港工程科學院) (2013年當選)，中国科学院院士（2017年當選），香港理工大学校長（2019年-今）。曾任南方科技大学副校长、研究生院院长。温州市政协十一届港澳台特邀委员。

## 生平

### 求學時期
滕锦光童年成長於浙江文革時期。1979年（15歲）毕业于永嘉县劳武中学（后更名为永嘉县罗浮中学）并考入浙江大学土木工程系，1983年从浙大毕业，获工学学士学位，1985年被公派至悉尼大学土木系，成为首个由中華人民共和國政府公派至该系学习的研究生，1989年随当时已调任爱丁堡大学土木工程系教授的导师约翰·迈克尔·罗特前往爱丁堡大学做访问博士研究生，1990年获悉尼大学博士学位。1990年博士毕业后，滕锦光曾在爱丁堡大学进行博士后研究。

### 進入大學任教
1991年4月前往詹姆士库克大学任结构工程讲师。1994年10月前往香港理工学院（同年11月25日更名为香港理工大学）土木及结构工程学系担任讲师，并先后于1997年和1999年升任副教授、教授，2005年起出任香港理工大学结构工程讲座教授，曾先后担任香港理工大学协理副校长（2006年9月至2010年6月）及建设及地政学院（2011年9月改名为建设及环境学院）院长（2007年9月至2013年6月）等职务。2013年、2015年先后当选为香港工程科學院院士及爱丁堡皇家学会通訊院士，2017年当选为中国科学院院士。2018年4月加入南方科技大学，任南方科技大学副校长、研究生院院长。

### 香港理大校長時期
2019年3月26日，滕锦光被委任为香港理工大学校长，任期于2019年7月1日开始，重返理大工作。2019年10月27日在理工大學博士生畢業典禮上，滕錦光拒絕與兩名戴口罩的畢業生握手（10月4日香港特區政府發佈《禁蒙面法》，11月18日香港高等法院宣佈禁蒙面法違憲），他表示希望大家能以尊重和理性的态度表达意见，拥抱多元文化、容纳不同观点、履行自己的责任之余，还要尊重他人的权利。同年11月中爆發理大圍城事件，11月17日晚上滕錦光與包圍封鎖學校的警方進行溝通，之後他稱收到警方承諾若示威者不主動使用武力，警方會暫停使用武力，同時又指警方容許校園內的人和平離開，校長會陪這些人到警署確保他們的個案獲公平處理，亦透過視像錄影力勸示威者自首，結果撤出校園的學生全數被警方以暴動罪現行犯拘捕帶走。 11月18日滕錦光以校長身份在發給校友和師生的公開信中嚴正譴責佔領校園人士之暴力行為，並要求他們立即離開理大校園。

## 家世
滕锦光母語吳語温州話，亦通粵語。其家鄉報章永嘉網稱讚「在外的瓯江之子中，你的家乡话说得比较流利」。其妻亦是永嘉人，夫妻在家裡常讲温州话。2019年香港理大圍城事件期間以粵語對答香港記者。